# Schowalteria clemensi
La schowalteria (Schowalteria clemensi) è un mammifero estinto, appartenente ai teniodonti. Visse nel Cretaceo superiore (Maastrichtiano, circa 70 - 66 milioni di anni fa) e ni suoi resti fossili sono stati ritrovati in Nordamerica.

## Descrizione
Questo animale è noto per un cranio, che mostra alcune specializzazioni insolite per un mammifero così antico. La morfologia dei canini e degli incisivi, ad esempio, richiama quella dei successivi teniodonti del Cenozoico inferiore. Schowalteria aveva inoltre analoghe proporzioni del cranio facciale e delle arcate zigomatiche, ma al contrario dei teniodonti successivi la superficie occlusale dei denti era quasi completamente piatta, e le superfici di usura comprendevano tutto il metacono e il paracono, lasciando solo un contorno del lato buccale delle basi di queste cuspidi; negli altri teniodonti questa situazione non avviene. Inizialmente si pensava che Schowalteria avesse dimensioni simili a quelle di altri tipici mammiferi di fine Mesozoico come Didelphodon, ma studi successivi hanno indicato che le proporzioni corporee di Schowalteria lo porrebbero nel range di taglia di Repenomamus (ovvero le dimensioni di un grosso gatto) o addirittura superiori, comparabili a quelle dei teniodonti successivi.

## Classificazione
Schowalteria clemensi venne descritto per la prima volta nel 2003, sulla base di resti fossili ritrovati in Alberta (Canada), in terreni del Maastrichtiano. Questo animale è il membro più antico dei teniodonti, un gruppo di bizzarri mammiferi placentali tipici del Paleocene e dell'Eocene; inizialmente Schowalteria, nonostante l'antichità, venne considerato un membro abbastanza derivato del gruppo. Successivi studi hanno però indotto a ritenere Schowalteria come un membro basale dei teniodonti, più arcaico rispetto a Onychodectes del Paleocene.

## Paleobiologia
Schowalteria era uno dei mammiferi più grandi del Mesozoico, ed era già insolitamente specializzato verso una dieta erbivora; secondo alcuni studi, le sue specializzazioni superavano addirittura quelle di alcuni teniodonti successivi: era infatti capace di una masticazione trasversale simile a quella degli ungulati, cosa che non avveniva negli altri teniodonti. È possibile inoltre che Schowalteria avesse abitudini fossorie.